# Episodi di Bob Hearts Abishola (terza stagione)
La terza stagione della sitcom Bob Hearts Abishola è stata trasmessa in prima visione assoluta negli Stati Uniti d'America da CBS dal 20 settembre 2021 al 23 maggio 2022..
In Italia la stagione è stata trasmessa in prima visione su Italia 2 dal 21 agosto al 30 ottobre 2022.
| nº | Titolo originale             | Titolo italiano                      | Prima TV USA      | Prima TV Italia   |
| -- | ---------------------------- | ------------------------------------ | ----------------- | ----------------- |
| 1  | Welcome to Lagos             | Benvenuti a Lagos                    | 20 settembre 2021 | 21 agosto 2022    |
| 2  | Bowango                      | Bowango                              | 27 settembre 2021 | 21 agosto 2022    |
| 3  | Dud                          | Fallimento                           | 4 ottobre 2021    | 28 agosto 2022    |
| 4  | Old Strokey                  | Vecchio Strokey                      | 11 ottobre 2021   | 28 agosto 2022    |
| 5  | Greasy Badge of Honor        | Distintivo d'onore                   | 18 ottobre 2021   | 4 settembre 2022  |
| 6  | The Devil's Throuple         | Il trio del diavolo                  | 1º novembre 2021  | 4 settembre 2022  |
| 7  | Fumble in the Dark           | Frugare nel buio                     | 8 novembre 2021   | 11 settembre 2022 |
| 8  | Light Duty                   | Lavori leggeri                       | 29 novembre 2021  | 11 settembre 2022 |
| 9  | I'm Not Edsel                | Non sono Edsel                       | 6 dicembre 2021   | 18 settembre 2022 |
| 10 | Tunde123                     | Tunde 123                            | 3 gennaio 2022    | 18 settembre 2022 |
| 11 | Cats in a Bathtub            | Calunnie incrociate                  | 17 gennaio 2022   | 25 settembre 2022 |
| 12 | Your Beans are Flatlining    | I fagioli si stanno bruciando        | 24 gennaio 2022   | 25 settembre 2022 |
| 13 | One Man, No Baby             | Un uomo, niente bambini              | 28 febbraio 2022  | 2 ottobre 2022    |
| 14 | Every Subpoena is a Tiny Hug | Ogni denuncia è un piccolo abbraccio | 7 marzo 2022      | 2 ottobre 2022    |
| 15 | Compress to Impress          | Comprimi e imprimi                   | 14 marzo 2022     | 9 ottobre 2022    |
| 16 | I'll Sleep When I'm Dead     | Dormirò quando sarò morto            | 21 marzo 2022     | 9 ottobre 2022    |
| 17 | Inappropriate Nakedness      | Nudità inappropriata                 | 28 marzo 2022     | 16 ottobre 2022   |
| 18 | Greasy Underdog              | Spunta l'arcobaleno                  | 18 aprile 2022    | 16 ottobre 2022   |
| 19 | Who Raised You               | Chi ti ha cresciuto?                 | 2 maggio 2022     | 23 ottobre 2022   |
| 20 | Wrangling a Greased Pig      | Disputa sul maiale grasso            | 9 maggio 2022     | 23 ottobre 2022   |
| 21 | A Little Slap and Tickle     | Piccole tenerezze                    | 16 maggio 2022    | 30 ottobre 2022   |
| 22 | Beard In Her Pulpit          | Tra il bonus e il male               | 23 maggio 2022    | 30 ottobre 2022   |